# Bătălia de la Marienburg (1410)
Bătălia de la Marienburg din anul 1410 a fost un asediu nereușit asupra cartierului general al Ordinului Cavalerilor Teutoni din castelul Marienburg, azi Malbork de lângă Gdansk / Danzig din Polonia, a forțelor combinate ale Uniunii polono-lituaniene sub conducerea regelui Vladislav II Iagello, la care se adaugă trupele lui Alexandru cel Bun, domnul Moldovei.  Asediul a avut loc între 18 iulie 1410 și 19 septembrie 1410. 
Asediul cetății de scaun a cavalerilor teutoni a avut loc ca o urmare firească a înfrângerii suferită de aceștia în bătălia de la Tannenberg (cunoscută și ca bătălia de la Grünwald) din același an 1410 și a urmăririi lor de către forțele polono-lituaniene. 

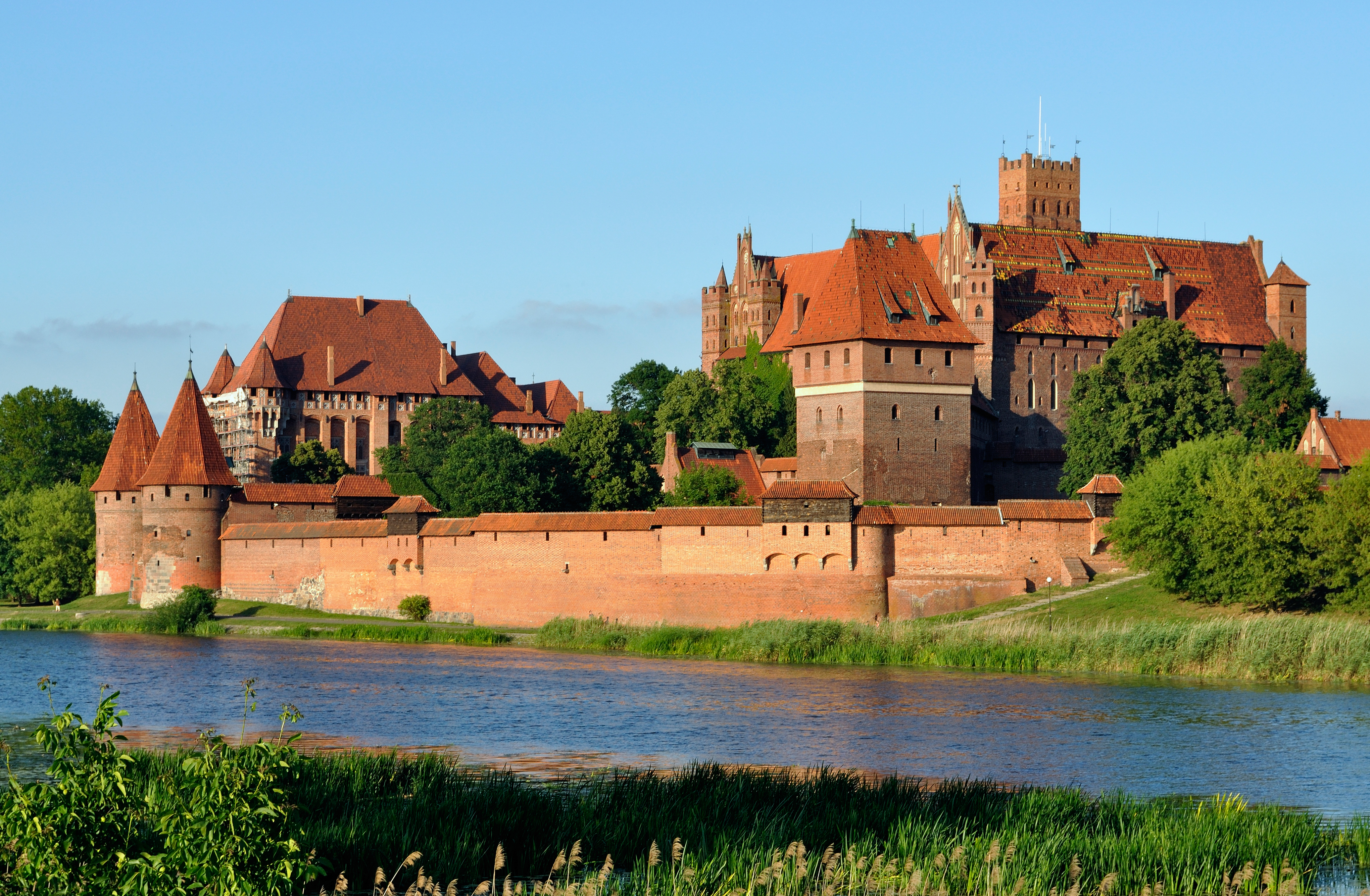
Imagine contemporană a castelului Malbork, fost Marienburg.

După terminarea bătăliei de la Grünwald / Tannenberg, cele două armate, atât învinșii cât și învingătorii au respectat în mod tacit un armistițiu de trei zile, pentru îngroparea morților, așa cum o cerea codul de onoare al cavalerilor medievali.  Există foarte multe variante speculative care încearcă să explice de ce regele Vladislav II Iagello a acordat trei zile de armistițiu, timp considerat a fi prea lung de mulți istorici, în loc să fi continuat urmărirea cavalerilor până în sediul lor și zdrobirea acestora. 
Din punct de vedere al morților aparținând cavalerilor, au fost aplicate următoarele protocoale de îngropare, corpurile ofițerilor superiori au fost îngropate în morminte separate, în timp ce corpurile ofițerilor inferiori, subofițerilor și ale soldaților au fost îngropate în gropi comune. Doar trupul neînsuflețit al liderului teutonilor, Ulrich von Jungingen, învelit în însemne ale gradului său, a fost transportat în castelul Marienburg.  
Mutarea forțelor polono-lituaniene pentru asedierea castelului Marienburg s-a efectuat la 18 iulie 1410, dar timpul de trei zile a fost suficient ca noul lider al teutonilor, Heinrich von Plauen cel Bătrân, să poată organiza o apărare solidă după zidurile castelului, una dintre cele mai mari și rezistente clădiri din Europa ale secolului al 15-lea construite din  cărămidă. 
În săptămânile asediului, timp în care rezistența castelului s-a bazat pe structura sa excepțional de rezistentă la care s-au adăugat forțele teutonilor refugiați și a voluntarilor din împrejurimi, conduși de războinicii încercați ai cetății de scaun, combatanții din ambele tabere au suferit nu doar pierderi umane și materiale, dar au fost afectați și de campania continuă de război, la care s-au adăugat boli specifice conflictelor îndelungate și a condițiilor sanitare precare ale epocii. 
Asediul este reconstituit în fiecare an de către turiști și localnici entuziaști ca parte a unei manifestări culturale.

## Localizare
Această bătălie a avut loc în anul 1410 între cavalerii teutoni și regele Poloniei, în Marienburg azi Malbork în Polonia lângă Danzig. Cetatea Marienburg fiind cetatea de scaun a ordinului era una dintre cele mai mari clădiri din Europa din timpurile acelea clădite din cărămidä. Dupä înfrângerea suferită de cavalerii teutoni în Tannenberg 1410 în fața trupelor unite poloneze și lituaniene, restul trupelor teutone se retrag la Marienburg.

## Efectivul trupelor
În timp ce trupele poloneze împreună cu cele lituaniene însumau 20.000 de ostași, Heinrich von Plauen își adună restul trupelor rămase (3.000) din înfrângerea de la Tannenberg în cetatea Marienburg. În toamna aceluiași an trupele lituaniene și poloneze stau la porțile cetății, Heinrich având circa 3.000 de ostași, și în vest, în afara cetății, circa 15.000 de soldați. Cu toate acestea, armata călugărilor de numai 18.000 era într-o inferioritate numerică clară în comparație cu oastea polono-lituaniană.
Au urmat o serie de lupte de hărțuire în afara cetății sau asupra cetății cu încercări de încercuire a cetății.

## Bătălia decisivă
Urmează confruntarea decisivă unde circa 15.000 de soldați asediază cetatea. Cei asediați au avut până acum pierderi neînsemnate în comparație cu asediatorii care au suferit pierderi prin ieșirile neașteptate ale armatei teutone.
Bătălia a fost de durată lungă, după unii dacă s-ar fi continuat, până la sfârșit n-ar fi rămas nimeni în viață.
Însă, după pierderi imense, asediatorii s-au retras în direcție estică, iar asediații spre vest, în cetate.

## Pierderile
Cavalerii teutoni căzuți în luptă ar fi fost 5.000 cu 2.000 de răniți.
Trupele poloneze și lituaniene ar fi avut pierderi de 10.000 de morți și 3.000 de răniți.

## Urmări
Această bătălie a fost o victorie cu pierderi însemnate pentru Ordinul Cavalerilor Teutoni, înfrângerea de la Tannenberg a fost începutul sfârșitului statului cavalerilor teutoni. La data de 1 februarie 1411 Heinrich der Ältere von Plauen încheie pace cu Polonia în Thorn. Ordinul trebuie să renunțe la câteva ținuturi, însă decisive sunt pierderile financiare ale ordinului prin războaiele purtate ce obligă pe marele magister să ridice impozitele. În 1413 este schimbat din funcție, acuzat de trădare și arestat împreună cu fratele său, fiind ținut zece ani în închisoare. Marele magister Ludwig von Erlichshausen numai prin vinderea cetății Marienburg regelui Poloniei reușește să rezolve aceste greutăți financiare (1455) și se refugiază la Königsberg.